# Lluís Font i Espinós
Lluís Font i Espinós (Barcelona, 1958) és un professor català llicenciat en filosofia i lletres per la Universitat Autònoma de Barcelona i doctor en Ciències de l'Educació per la mateixa universitat. Des de maig de 2022 és el President de Centrem.

## Biografia
Des de l'any 1994 fins al 2010 va ser director general de la Fundació Blanquerna i membre del seu patronat, els darrers anys com a vicepresident. Va formar part també del patronat de la Universitat Ramon Llull. Actualment és professor titular de la Universitat Ramon Llull a la Facultat de Comunicació i Relacions Internacionals Blanquerna, on imparteix l'assignatura d'història del pensament contemporani i un seminari de relacions internacionals. Ha estat professor de la Facultat de Psicologia i Ciències de l'Educació Blanquerna, on ha impartit assignatures de caràcter filosòfic i antropològic.
Entre els anys 2011 i 2012 va exercir el càrrec de secretari de Polítiques Educatives al Departament d'Ensenyament de la Generalitat de Catalunya i l'any 2016 fou nomenat president del Consell Escolar de Catalunya.
Fora de l'àmbit de la docència universitària, a mitjan anys 80 fou president del Consell Nacional de la Joventut de Catalunya en representació dels Minyons Escoltes i Guies Sant Jordi. Ha estat també professor i director de l'Institut Politècnic de Formació Professional Sant Ignasi i director de secundària al Col·legi Sant Ignasi. És vocal del patronat de la Fundació La Fageda i president de la Fundació Llars Compartides.

### Carrera política
Va militar al Moviment de Joves Socialistes de Catalunya i al Partit dels Socialistes de Catalunya de mitjan anys 70 a principis dels 80. Fou responsable de l'àmbit d'Educació, Universitat i Coneixement del Partit Demòcrata fins que el 2 de desembre de 2017 entrà a l'executiva del partit com a responsable d'Estudis i Programes. A les eleccions al Parlament de Catalunya de 2017 fou elegit diputat amb la llista de Junts per Catalunya.
El 2022 fou escollit president de Centrem, partit impulsat per Àngels Chacón.